# Bruce Hornsby
Bruce Randall Hornsby (Williamsburg, 23 novembre 1954) è un tastierista, polistrumentista e cantante statunitense.
È particolarmente conosciuto ed apprezzato per la capacità di improvvisare e creare performance contaminate da diversi generi musicali: musica classica, jazz, blues, folk, gospel, rock e tanti altri.
Ha pubblicato materiale anche a nome Bruce Hornsby and the Range e Bruce Hornsby and the Noisemakers.

## Biografia
Nato in Virginia, ha studiato a Boston. Nel 1980, con il fratello John si è trasferito a Los Angeles, dove ha lavorato per la 20th Century Fox come compositore di colonne sonore. Riesce ad ottenere un contratto discografico circa cinque anni dopo e pubblica, con i The Range, l'album The Way It Is (1986), prodotto da Huey Lewis e trascinato dall'omonimo singolo. L'album ha subito un gran successo e vince anche un Grammy Awards 1987 come "Best New Artist".
Hornsby si realizza anche come autore, scrivendo insieme a Don Henley, The End Of Innocence che verrà portata al successo dall'ex componente degli Eagles e otterrà due nomination ai Grammy Awards.
Nel 1988 esce un altro album e nel 1990 è la volta di A Night on the Town. Sempre nel 1990 vince un altro Grammy (miglior album bluegrass) grazie a The Valley Road, disco realizzato con la Nitty Gritty Dirt Band. Collabora come tastierista con i Grateful Dead dal 1990 al 1992.
Nel 1993, dopo aver sciolto i The Range, pubblica Harbor Lights, che è seguito due anni dopo da Hot House. Nel 1994 vince il Grammy come miglior album pop strumentale (Barcelona Mona) condiviso con Branford Marsalis. Nel 1998 esce il doppio album Spirit Trail da solista. Nello stesso anno parte l'avventura chiamata Bruce Hornsby and the Noise Makers, progetto a cui aderisce anche Ricky Skaggs.
Nel corso della sua carriera Hornsby ha collaborato con Bob Dylan, Grateful Dead, Bonnie Raitt, Willie Nelson, Eric Clapton, Elton John e altri artisti. Nei primi anni 2000 escono anche alcuni greatest hits.

## Discografia

### Con The Range
- 1986 – The Way It Is
- 1987 – The Way It Is Tour (1986-1987)
- 1988 – Scenes from the Southside
- 1990 – A Night on the Town

### Solista
- 1993 – Harbor Lights
- 1995 – Hot House
- 1998 – Spirit Trail
- 2005 – Piano Jazz, Marian McPartland/Bruce Hornsby
- 2006 – Intersections (1985-2005)
- 2019 – "Absolute Zero"
- 2020 – "Non-Secure Connection"

### Con The Noise Makers
- 2000 – Here Come the Noise Makers
- 2002 – Big Swing Face
- 2004 – Halcyon Days
- 2011 – Bride of the Noisemakers

### Dagle's Choice
- 2010 – Vol. 1
- 2010 – Vol. 2
- 2010 – Vol. 3
- 2011 – Vol. 4

### Con Ricky Skaggs
- 2007 – Ricky Skaggs & Bruce Hornsby

### Con Christian McBride e Jack DeJohnette
- 2007 – Camp Meeting

### Con Grateful Dead
- 1991 – Infrared Roses
- 1997 – Dick's Picks Volume 9
- 1999 – So Many Roads (1965-1995)
- 2000 – Dick's Picks Volume 17
- 2001 – View From The Vault
- 2006 – Grateful Dead Download Series Volume 11

### Con The Other Ones
- 1999 – The Strange Remain